# Tablettes Albertini
Pour les articles homonymes, voir Albertini.
Les Tablettes Albertini (du nom d'Eugène Albertini, le directeur des Antiquités de l’Algérie qui a été le premier à les étudier), constituent un ensemble d'actes notariés privés en latin de l'époque vandale mis au jour en 1928 dans la région de Tébessa, en Algérie.

## La découverte
Les tablettes entières ou en fragments furent progressivement découvertes en 1928 dans une zone montagneuse à environ 100 km de Tebessa, près de la frontière algéro-tunisienne.  C'est le climat aride qui a permis leur conservation. Après leur découverte, elles furent remises au directeur des Antiquités de l’Algérie de l'époque, Eugène Albertini, qui les déchiffra en partie et les identifia comme des documents notariés remontant à l'époque vandale. Leur traduction et leur publication complète ne furent toutefois réalisées qu'en 1952 par une équipe de savants français qui en procurèrent l'édition de référence. Aucune recherche archéologique complémentaire n’a pu être menée par la suite dans le secteur de la découverte, en raison de difficultés tant géographiques que politiques.
Les Tablettes Albertini sont conservées au Musée national des antiquités et des arts islamiques d’Alger. Certaines ont été présentées en 2003 au Musée de l'Arles et de la Provence antiques lors de l’exposition Algérie antique.

## Description
Le remontage des fragments en bois de cèdre a permis de reconstituer une série de 45 tablettes, généralement rectangulaires, de 10 à 26 cm de long pour une largeur variant de 2 à 10 cm, écrites le plus souvent au recto et au verso. Le texte, écrit au moyen d'une cursive comportant de nombreuses ligatures et abréviations, est d'autant plus difficile à déchiffrer que le support s'est détérioré avec le temps en de nombreux endroits. Certaines tablettes étaient assemblées en diptyque ou en triptyque, probablement à l'aide d'une ficelle. Un examen minutieux permet d'établir le réemploi de certaines tablettes, dont les premiers textes, datés de 488, ont été partiellement effacés pour leur réutilisation.

## Le contenu
Les tablettes forment trente-quatre documents distincts, dont treize sont complets. Presque tous sont des actes de vente de parcelles d'un grand domaine situé à l’est de Tebessa, apparemment propriété d'un certain Flavius Geminius Catullinus, inconnu par ailleurs. La plupart de ces parcelles sont décrites comme plantées d’oliviers ; certaines étaient plantées de figuiers. Les autres actes sont : une page de comptes, une vente d’un jeune esclave de six ans, la cession d’un pressoir et l’inventaire de la dot d’une jeune mariée. 
Les actes de vente suivent le même plan : datation, indication des vendeurs, désignation et localisation des terres vendues, nom de l’acheteur, prix convenu, quittance donnée par les vendeurs, formules juridiques garantissant le transfert des droits à l’acheteur, signatures des vendeurs et des témoins. Sur trente-quatre documents, vingt-deux sont datés précisément d’après les années de règne du roi vandale Gunthamund (484-496), entre le 13 mai 493 et le 21 avril 496.

## Les déductions
Au grand étonnement de leurs premiers découvreurs, ces documents attestent pour l'Afrique du Nord la continuité, sous la période vandale, de l'occupation et du statut du sol, régi par la Lex manciana, loi romaine vieille de quatre siècles. Cette loi remontant au IIe siècle accordait un droit d’usage perpétuel, héréditaire et cessible, aux paysans qui mettaient en valeur des terres restées incultes, à condition qu'ils y cultivent de la vigne, des oliviers ou des arbres fruitiers, et qu'ils versent une partie de leurs récoltes au maître du domaine, lequel restait le propriétaire « éminent ». Quatre siècles plus tard, les Tablettes Albertini se référaient encore à elle et plaçaient les ventes sous le droit de propriété éminent de Flavius Geminius Catullinus.
Témoignent aussi de la persistance, à l'époque, de la civilisation romaine l’emploi pour les prix d'unités monétaires comme le sou d’or et le follis, et l’absence de noms germaniques dans le cas des individus identifiés (vendeurs, acheteurs et témoins), lesquels signent en latin quand ils savent écrire, et, pour certains, portent encore des titres romains : magister (maître), flamine perpétuel (ancien prêtre du culte impérial), presbyter (prêtre), etc..
Les détails des transactions attestent l'existence, au Ve siècle, dans une région aujourd’hui aride et steppique, d’une agriculture soignée et très morcelée. Les ventes concernaient des terres plantées, dans la grande majorité des cas, d’oliviers, mais aussi de figuiers, sur des parcelles de petite taille (les surfaces ne sont pas indiquées ; seuls sont dénombrés les arbres, 37 pour la plus grande parcelle, un seul pour la plus petite). La mention de nombreux réservoirs et canaux prouvent une irrigation tirant parti des faibles précipitations. Ces indications confirment le haut degré de mise en valeur du sud-est algérien dans l’Antiquité.